# Esra Erden
Esra Erden (Istanbul, 26 de març de 1984) o Esra Erden Atacan (després del seu casament) és una jugadora de bàsquet turca, 50 vegades seleccionada a l'equip nacional de Turquia. Actualment juga al club deportiu Adana ASKİ Spor, l'anterior Ceyhan Belediyespor d'Adana. Fins al 2015 jugaba a Beşiktaş d'Istanbul.